# Barranc d'Insi
El Barranc d'Insi és un barranc del terme municipal de Sort, a la comarca del Pallars Sobirà. Discorre íntegrament per l'antic terme d'Enviny.
Es forma en el vessant nord-oriental de la Serra de Solana, des d'on davalla cap al nord-est deixant a la dreta -sud-est- la Pala de Pelaguda, el Corral d'Orella i el paratge de Tedui i a l'esquerra -nord-oest- la Muntanya de Llarvén. S'aboca en el Barranc de Montardit a migdia de les Bordes de Llarvén, de la Quadra i del Prat de la Bordeta.